# 강바현

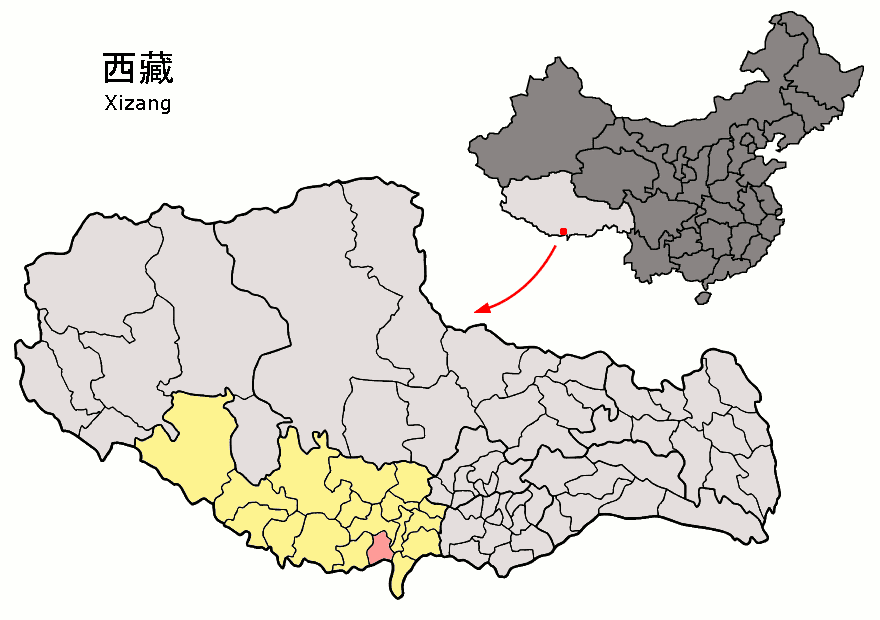
감바 현의 위치

강바현(티베트어: གམ་པ་རྫོང་ 감바 종, 중국어: 岗巴县, 병음: Gǎngbā Xiàn)은 티베트 자치구 르카쩌 지구의 현급 행정구역이다. 넓이는 4100km2이고, 인구는 2007년 기준으로 10,000명이다.

## 지리
해발고도는 4700m이다. 연평균 기온은 -2°C, 연평균 강수량은 280~320mm, 무상일수는 60일이다.

## 행정 구역
1개 진, 4개 향을 관할한다.
- 진: 岗巴镇.
- 향: 昌龙乡, 直克乡, 孔玛乡, 龙中乡.